# Ува, Васку
Васку Мария Нунеш Барата де Соуза Ува (порт. Vasco Maria Nunes Barata de Sousa Uva, родился 15 декабря 1982 года) — португальский регбист, выступавший на позиции стягивающего (восьмого) или фланкера. Представлял национальную сборную Португалии, в составе которой выступал на чемпионате мира 2007 года. Рекордсмен сборной Португалии по числу игр за национальную сборную — 101 матч.

## Биография

### Семья и образование
Отец — Васку Мануэль Драгу де Соуза Ува, правнук 1-го виконта де Бельвер. Мать — Мария де Фатима Тейшейра Нунеш Барата. Двоюродные братья — Гонсалу и Жуан — также регбисты, выступавшие за португальскую сборную. Его двоюродная сестра Маргарида Соуза Ува замужем за председателем Европейской комиссии Жозе Мануэлом Баррозу. 
Васку Ува окончил юридический факультет Католического университета Португалии, работает юристом. Соавтор книги «Сегодня — за Португалию» (порт. Hoje é por Portugal), в которой описал подробности своей биографии, жизни других игроков и пути сборной Португалии, составленной из любителей, на чемпионат мира во Францию. Название представляет собой фразу, которую Васку произнёс перед историческим первым матчем Португалии в финальном этапе чемпионата мира против Шотландии.

### Игровая карьера
За свою карьеру Васку выступал за любительские португальские клубы «Групу Дешпортиву Дирейту» и «Лузитануш», а также за профессиональный французский клуб «Монпелье Эро», куда он перешёл после чемпионата мира на один сезон. С этими командами он соревновался в еврокубках, карьеру завершил в сезоне 2017/2018.
В составе сборной Португалии до 19 лет участвовал в юношеском чемпионате мира 2001 года в группе B, где Португалия заняла 11-е место, выиграв только один матч против Туниса со счётом 19:13. В сборной Португалии играл в 2003—2016 годах, проведя рекордную 101 игру и набрав 65 очков. Дебютную игру провёл 16 февраля 2003 года в Лиссабоне против Грузии, последнюю игру провёл 19 марта 2016 года также в Лиссабоне против России.
Высшим достижением Васку является участие в чемпионате мира 2007 года во Франции, где он в ранге капитана национальной сборной сыграл три матча. В частности, Васку стал лучшим игроком встречи против Шотландии, достаточно хорошо руководил командой в игре против Новой Зеландии, но в связи с переломом руки в игре против Италии не сыграл против Румынии.
Помимо этого, Васку был игроком сборной по регби-7, с которой сыграл на чемпионатах мира 2005 и 2009 годов.